# 李国泰 (1924年)
李国泰（1924年—2009年），男，吉林长春人，中华人民共和国工商业者、政治人物，曾任吉林省政协副主席，民建吉林省委主任委员。